# 滑川 (神奈川県)
滑川（なめりがわ）は、神奈川県鎌倉市を流れる二級河川。二級水系滑川の本流。河川延長6.3キロメートル。

## 概要

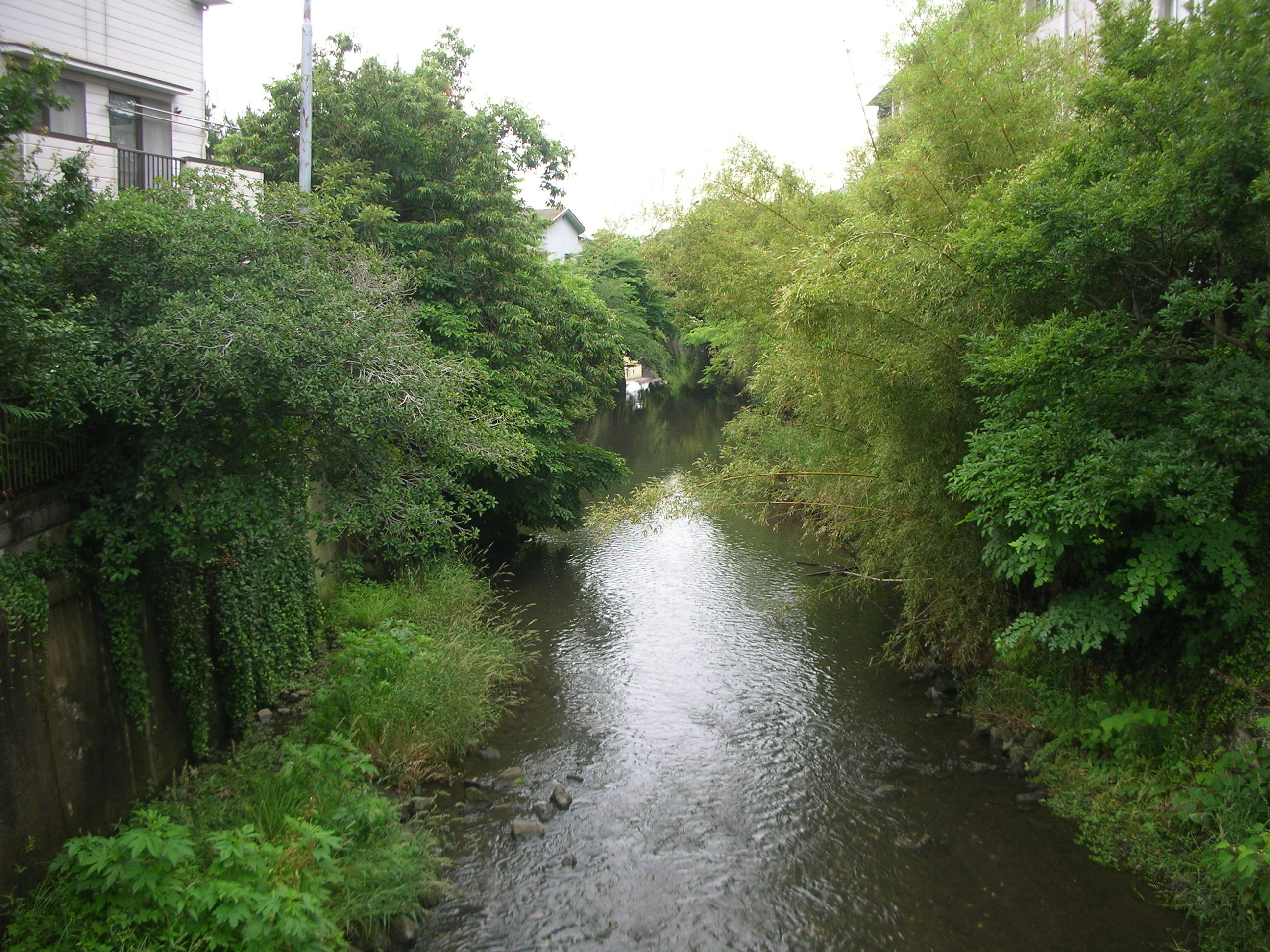
鎌倉女学院付近の滑川

鎌倉市十二所の朝比奈峠付近を源流とし、鎌倉市街を流下して由比ヶ浜と材木座海岸の間で相模湾に注ぐ。かつては上流から下流にかけて胡桃川・滑川・座禅川・夷堂川・炭売川などの別名で呼ばれ、河口付近では閻魔川と言われていた。かつては全域が神奈川県の管理下にあったが、2008年度（平成20年度）から鎌倉市小町3丁目の東勝寺橋下流端より上流部分についての維持管理が鎌倉市に移管されている。
滑川及び田越川周辺には、やや広い沖積平野が広がっている。
2011年（平成23年）には神奈川県で初めてヒメヌマエビの棲息が確認されている。

### 主な支川
- 大刀洗川・七曲川
- 吉沢川
- 明石川
- 積善川
- 泉水川
- 胡桃川
- 宅間川
- 犬掛川
- 釈迦堂川
- 二階堂川・平子川・瑞泉寺川
- 大御堂川
- 東御門川
- 西御門川
- 御谷川・扇川
- 佐助川
- 逆川
- 古川

## 関連文献
- 河井恒久 等編 編「巻之二 滑川」『新編鎌倉志』 第5冊、大日本地誌大系刊行会〈大日本地誌大系〉、1915年、41頁。NDLJP:952770/35。